# Стерненбер
Стерненбе́р (фр. Sternenberg) — коммуна на северо-востоке Франции в регионе Гранд-Эст (бывший Эльзас — Шампань — Арденны — Лотарингия), департамент Верхний Рейн, округ Альткирш, кантон Мазво. До марта 2015 года коммуна административно входила в состав упразднённого кантона Данмари (округ Альткирш).
Площадь коммуны — 3,44 км², население — 153 человека (2006) с тенденцией к росту: 156 человек (2012), плотность населения — 45,4 чел/км².

## Население
Численность населения коммуны в 2011 году составляла 159 человек, а в 2012 году — 156 человек.
| 1962 | 1968 | 1975 | 1982 | 1990 | 1999 | 2005 | 2006 | 2008 | 2010 | 2011 | 2012 |
| ---- | ---- | ---- | ---- | ---- | ---- | ---- | ---- | ---- | ---- | ---- | ---- |
| 62   | 87   | 67   | 77   | 105  | 130  | 148  | 153  | 163  | 161  | 159  | 156  |

Динамика населения:

## Экономика
В 2010 году из 105 человек трудоспособного возраста (от 15 до 64 лет) 82 были экономически активными, 23 — неактивными (показатель активности 78,1 %, в 1999 году — 74,1 %). Из 82 активных трудоспособных жителей работали 82 человека (49 мужчин и 33 женщины), безработных зарегистрировано не было. Среди 23 трудоспособных неактивных граждан 6 были учениками либо студентами, 8 — пенсионерами, а ещё 9 — были неактивны в силу других причин.
На протяжении 2011 года в коммуне числилось 54 облагаемых налогом домохозяйства, в которых проживало 159 человек. При этом медиана доходов составила 26190 евро на одного налогоплательщика.